# Viroinval
Viroinval (en wallon : Virwinvå) est une commune francophone de Belgique située en Région wallonne dans la province de Namur. Elle se situe dans le parc national de l'Entre-Sambre-et-Meuse créé en 2022. L'Écosite de la vallée du Viroin est une des six entrées principales/points d'information du parc. Le centre administratif de la commune est situé dans le village de Nismes. 

## Toponymie
Le terme « Viroinval » est une variante de « vallée du Viroin », la rivière la plus importante de la commune. Il ne désigne donc pas une localité particulière.

## Géographie

### Sections
| # | Nom                  | Superficie. (km²) | Habitants (2020) | Habitants par km² | Code INS |
| - | -------------------- | ----------------- | ---------------- | ----------------- | -------- |
| 1 | Olloy-sur-Viroin     | 17,41             | 893              | 51                | 93090A   |
| 2 | Vierves-sur-Viroin   | 11,13             | 494              | 44                | 93090B   |
| 3 | Treignes             | 17,57             | 592              | 34                | 93090C   |
| 4 | Mazée                | 6,59              | 572              | 87                | 93090D   |
| 5 | Le Mesnil            | 7,92              | 141              | 18                | 93090E   |
| 6 | Oignies-en-Thiérache | 26,12             | 799              | 31                | 93090F   |
| 7 | Nismes               | 24,71             | 1.793            | 73                | 93090G   |
| 8 | Dourbes              | 9,67              | 362              | 37                | 93090H   |

### Communes limitrophes
Viroinval est limitrophe des communes suivantes :

## Démographie

### Démographie: Commune fusionnée
En tenant compte des anciennes communes entraînées dans la fusion de communes de 1977, on peut dresser l'évolution suivante :
Les chiffres des années 1831 à 1970 tiennent compte des chiffres des anciennes communes fusionnées.
- Source: DGS , de 1831 à 1981=recensements population; à partir de 1990 = nombre d'habitants chaque 1 janvier>[1]

## Héraldique
|  | La ville possède des armoiries qui lui été octroyées le 3 mars 1993. La barre argentée est celle des anciennes armoiries de Nismes. Elle est dessinée ondulée pour figurer la rivière Viroin. Les 8 diamants font référence aux 8 anciennes communes fusionnées et proviennent des anciennes armoiries de Vierves. Les anciennes armoiries de Nismes avaient été octroyées à cette commune le 4 octobre 1962. Elles étaient blasonnées : De gueules à la fasce d'argent,l'écu posé devant un Saint-Lambert debout, en habits épiscopaux, nimbé tenant de la dextre une crosse, le crosseron à l'extérieur, et de la senestre un livre fermé, le tout d'or. Quant à celles de Vierves, elles lui avaient été octroyées le 4 septembre 1910 et étaient blasonnées : De gueules à cinq fusils d'argent accolées en fasce. Blasonnement : De gueules à la fasce ondée accompagnée de huit fusées quatre en chef et quatre en pointe, le tout d'argent. Source du blasonnement : Heraldy of the World. |

## Politique et administration

### Conseil et collège communal 2024-2030
| Collège communal  |                   |                     |
| ----------------- | ----------------- | ------------------- |
| Bourgmestre       | Jean-Marc Delizée | PS - Pour l'Avenir  |
| 1er Échevin       | Jacques Monty     | PS) - Pour l'Avenir |
| 2e Échevine       | Emilie Malosto    | Pour l'Avenir       |
| 3e Échevine       | Morgane Lange     | Pour l'Avenir       |
| 4e Échevin        | Karim Fattah      | Pour l'Avenir       |
| Président du CPAS | Alain Bouko       | PS - Pour l'Avenir  |

### Liste des bourgmestres
- Albert Gregoire, (1977-1978), (PSB).
- Fernande Perlaux, (1978-1982).
- Roger Delizée, (1983-1986), (PS).
- Michel Jamme, (1986-1994).
- Michel Lebrun, (1995-2000), (PSC).
- Jean-Pol Colin, (1995-1999), (en fonction).
- Jean-Marc Delizée, (2001-2004), (PS).
- Freddy Cabaraux, (2004-2006).
- Bruno Buchet, (2006-2014).
- Jean-Marc Delizée, (2014-2018), (PS).
- Baudouin Schellen, (2019-2024), (Les Engagés).
- Jean-Marc Delizée, (2024-), (PS).

## Patrimoine et culture

### Lieux et monuments

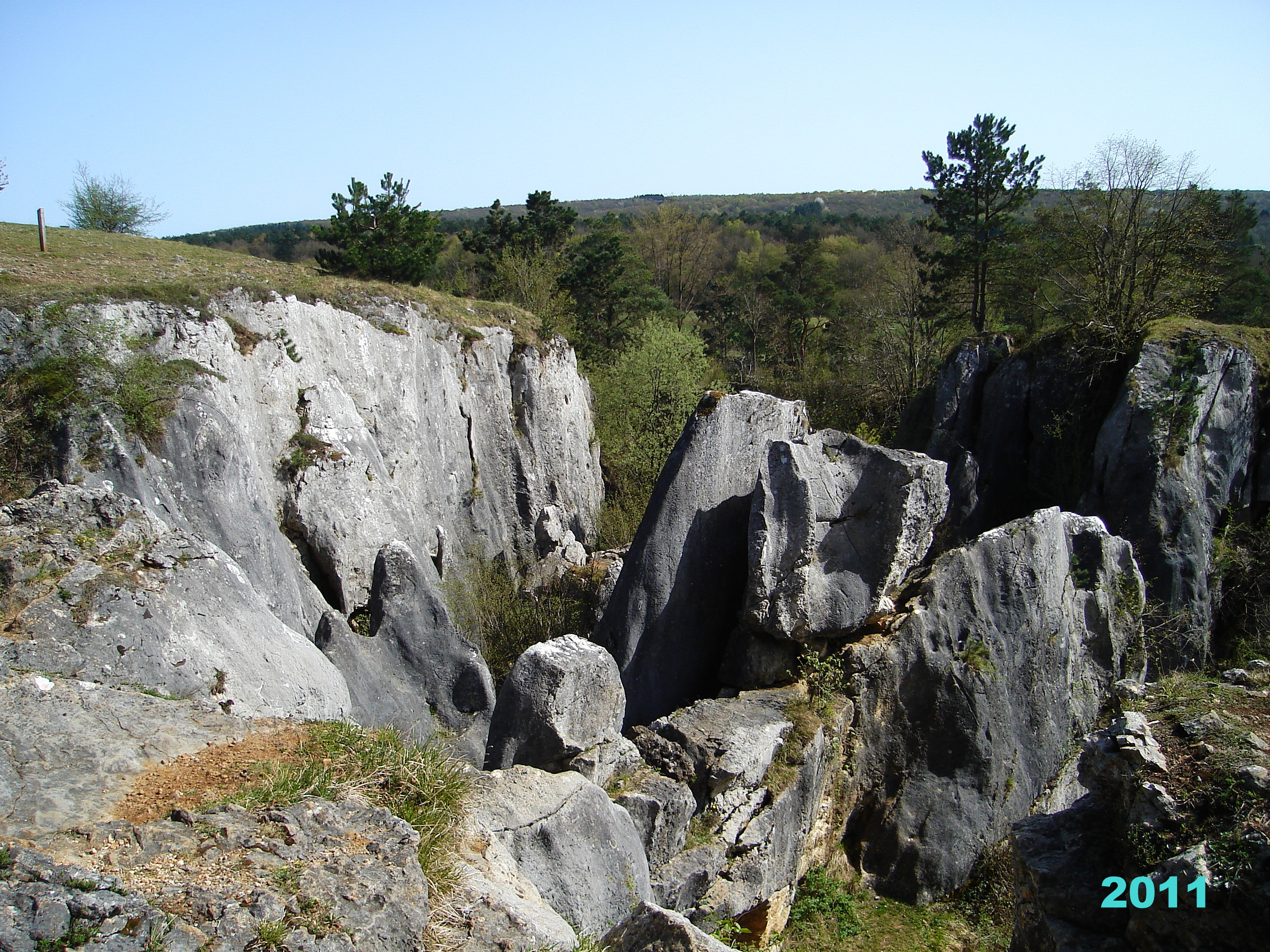
Le Fondry des Chiens, à Nismes.

- L'église Saint-Servais de Dourbes. Construite essentiellement aux XIIIe et XVIIe siècles[2].
- L'église Saint-Lambert de Nismes. Édifice de style néo-classique construit 1829 par l'architecte Jean Kuypers et reconstruit partiellement en 1845[3].
- Château Licot actuellement la maison communale. Ancienne cense du Maugré, appartenant à la famille Martin jusqu'en 1658, à l'époque à laquelle elle passa aux Baillet. Mis en vente à Michel Licot en 1745 et transformée en 1864 et 1890 qui devient le Château Licot. En 1923 la commune achète le domaine et qui est restauré en 1964[4].
- Eglise Saint-Rémy d'Oignies-en-Thiérache. Reconstruite en 1842 et 1843 par l'architecte Blampain de Namur, édifice de style néo-classique[5].L'Eau Noire et l'église Saint-Lambert de Nismes.

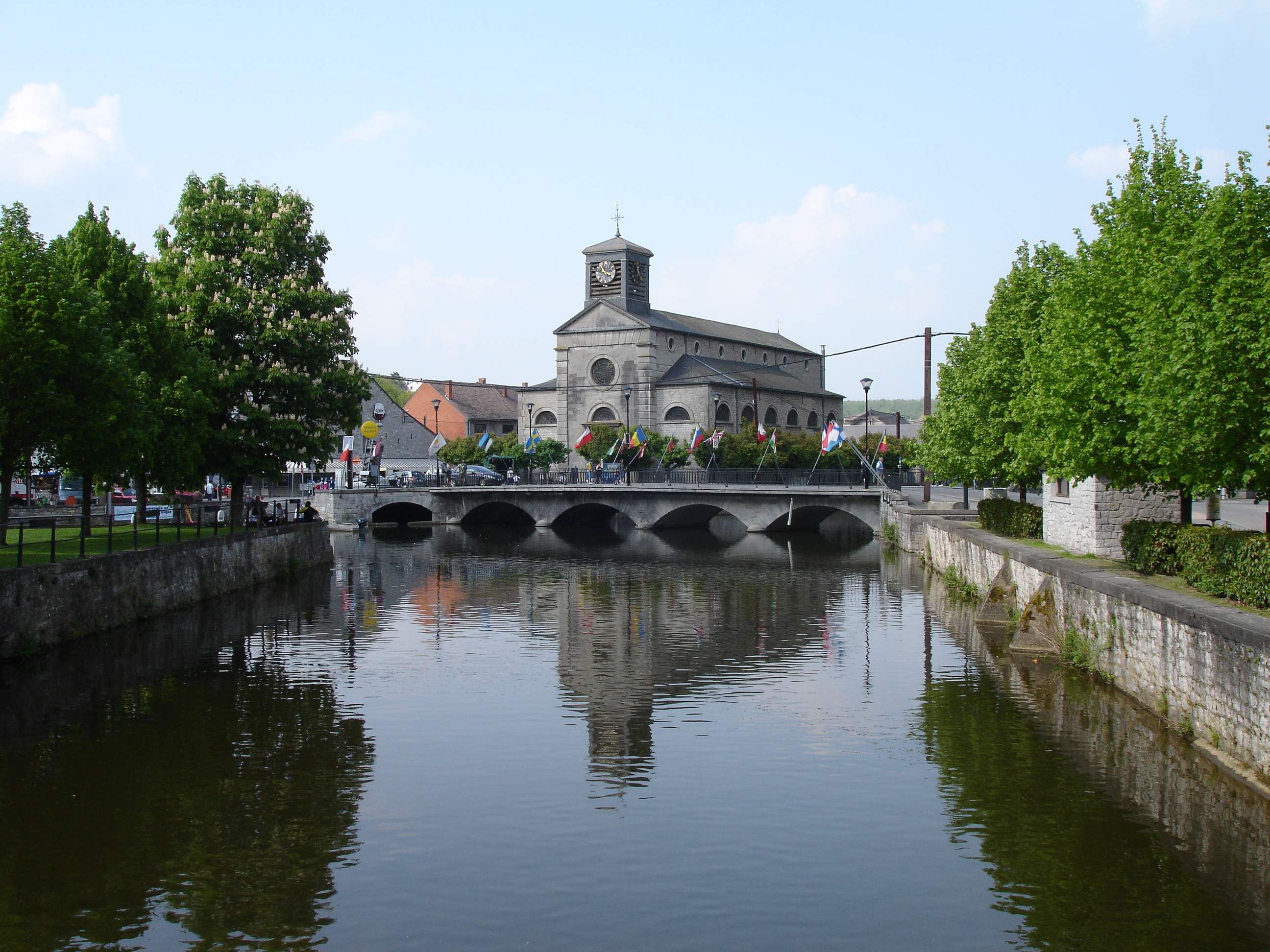
L'Eau Noire et l'église Saint-Lambert de Nismes.

- Ferme du Château, rue Grande à Treignes. Construite probablement du XVe au XVIIe siècle, par la famille de Romerée, dont plusieurs membre occupèrent le château entre 1444 et 1579, à la charge de prévôt de la baronnie de Vierves[6].
- Le château des comtes de Hamal de Vierves-sur-Viroin. Propriété du XIe au XIIIe siècle de la famille de Vierve, il échut de 1567 à 1852, aux Hamal qui construisirent les bâtiments actuels[7].
- Centre géographique de l'Union européenne du 1er janvier 1995 au 30 avril 2004, dit « Centre géographique de l'Europe des 15 », situé dans les bois du petit village-clairière d’Oignies-en-Thiérache.
- La commune possède deux sites naturels remarquables repris sur la liste du patrimoine exceptionnel de la Région wallonne : le Fondry des Chiens et l'ensemble géologique formé par la Roche à Lomme et la Montagne-aux-Buis, représentatifs de la région calcaire de la Calestienne.
- Liste du patrimoine immobilier classé de Viroinval

Vue sur les villages de l'entité.
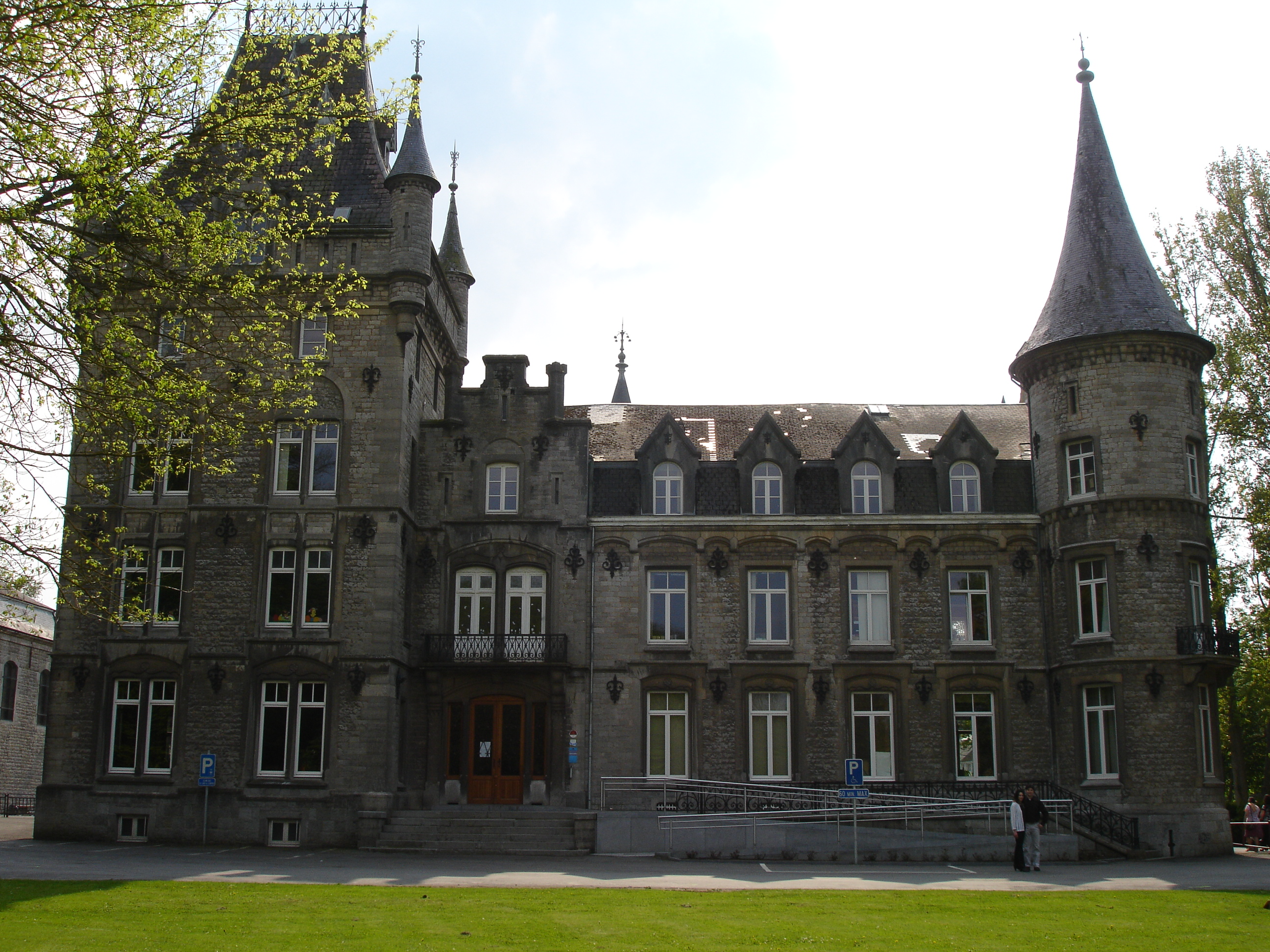
Le château Licot de Nismes.
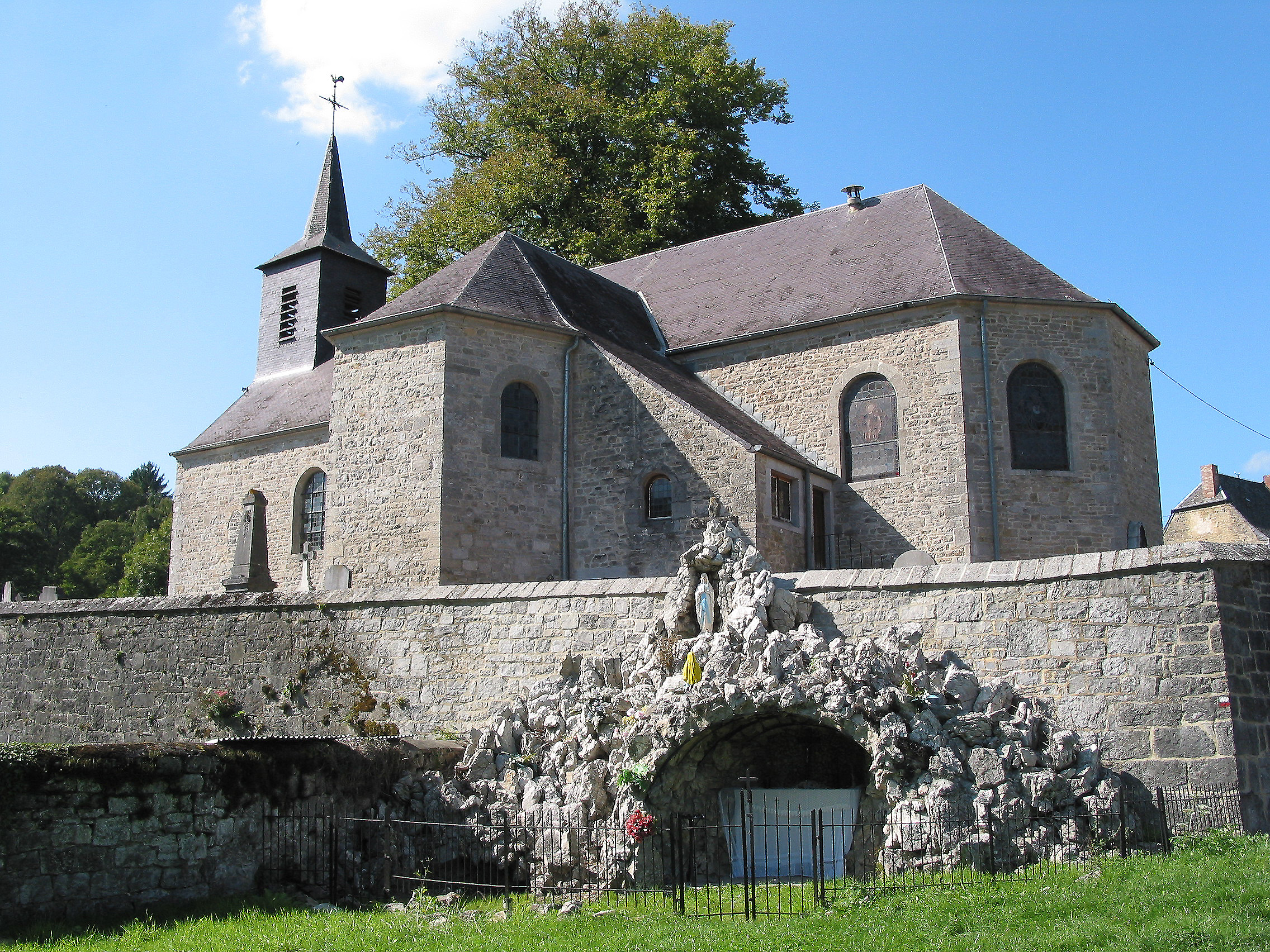
L'église Saint-Servais de Dourbes.
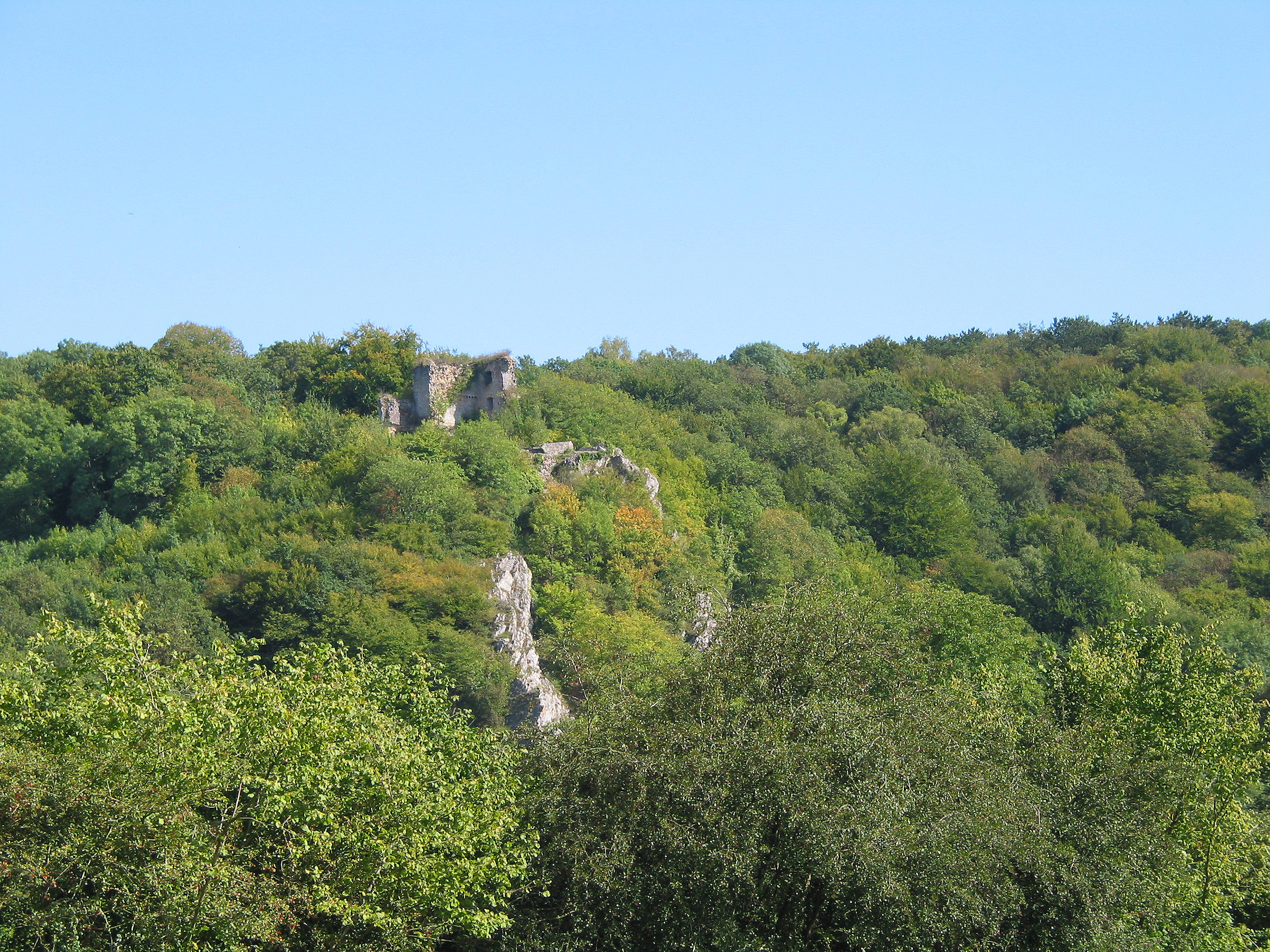
Ruines du château de Hauteroche à Dourbes.
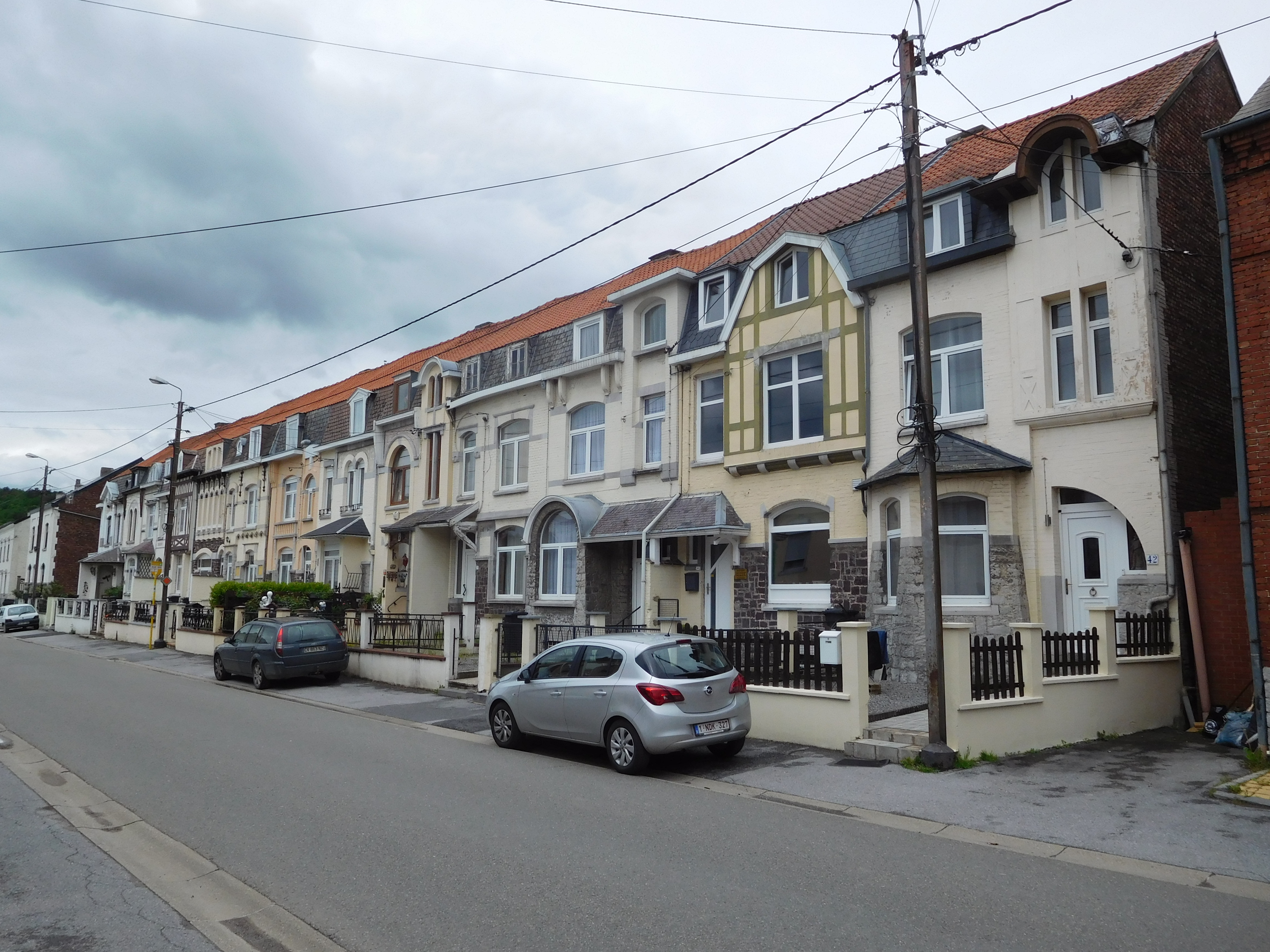
La cité du Maroc, à Najauge, hameau de Mazée.
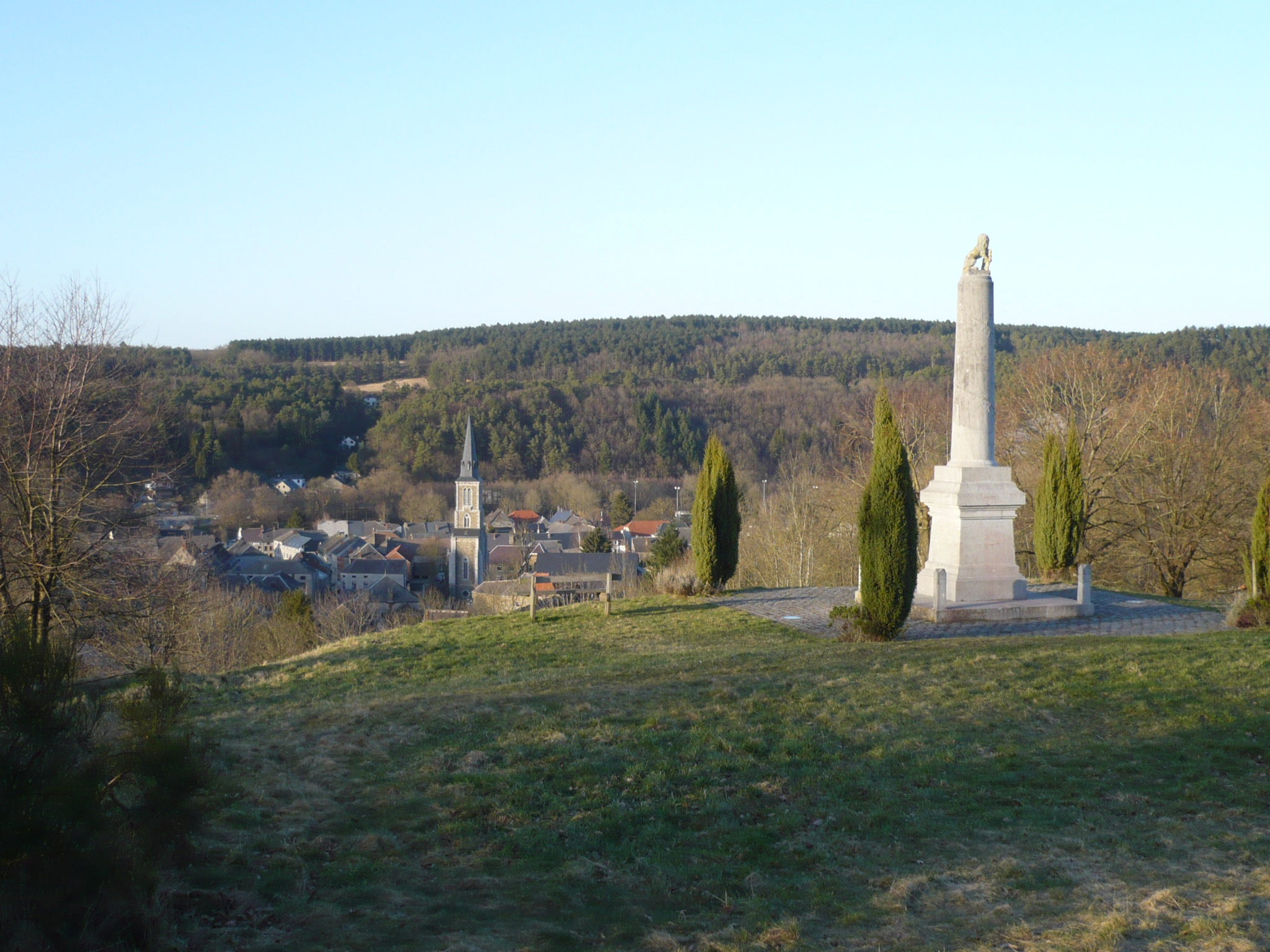
Vue sur Olloy.
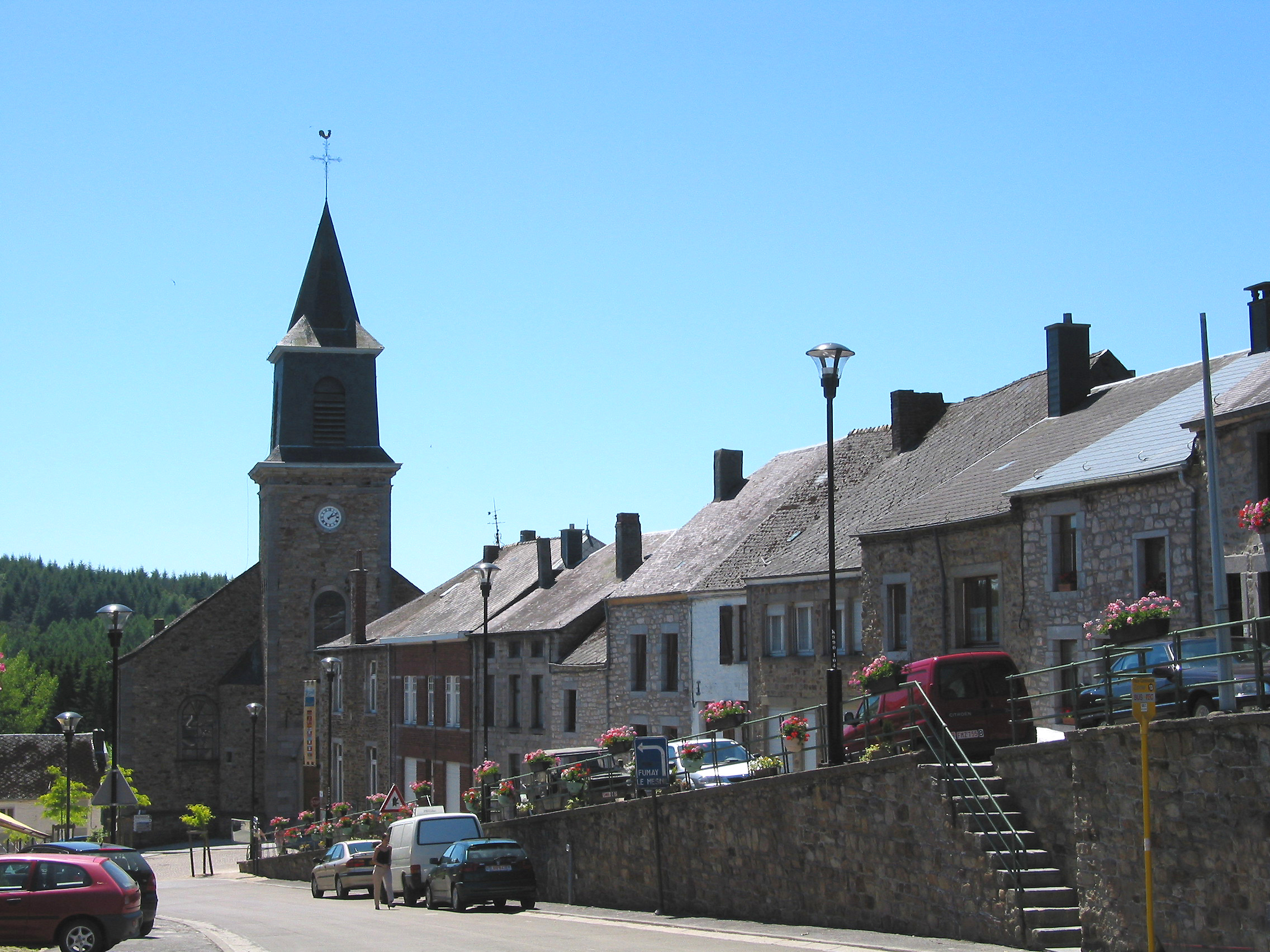
Le centre d'Oignies-en-Thierache.
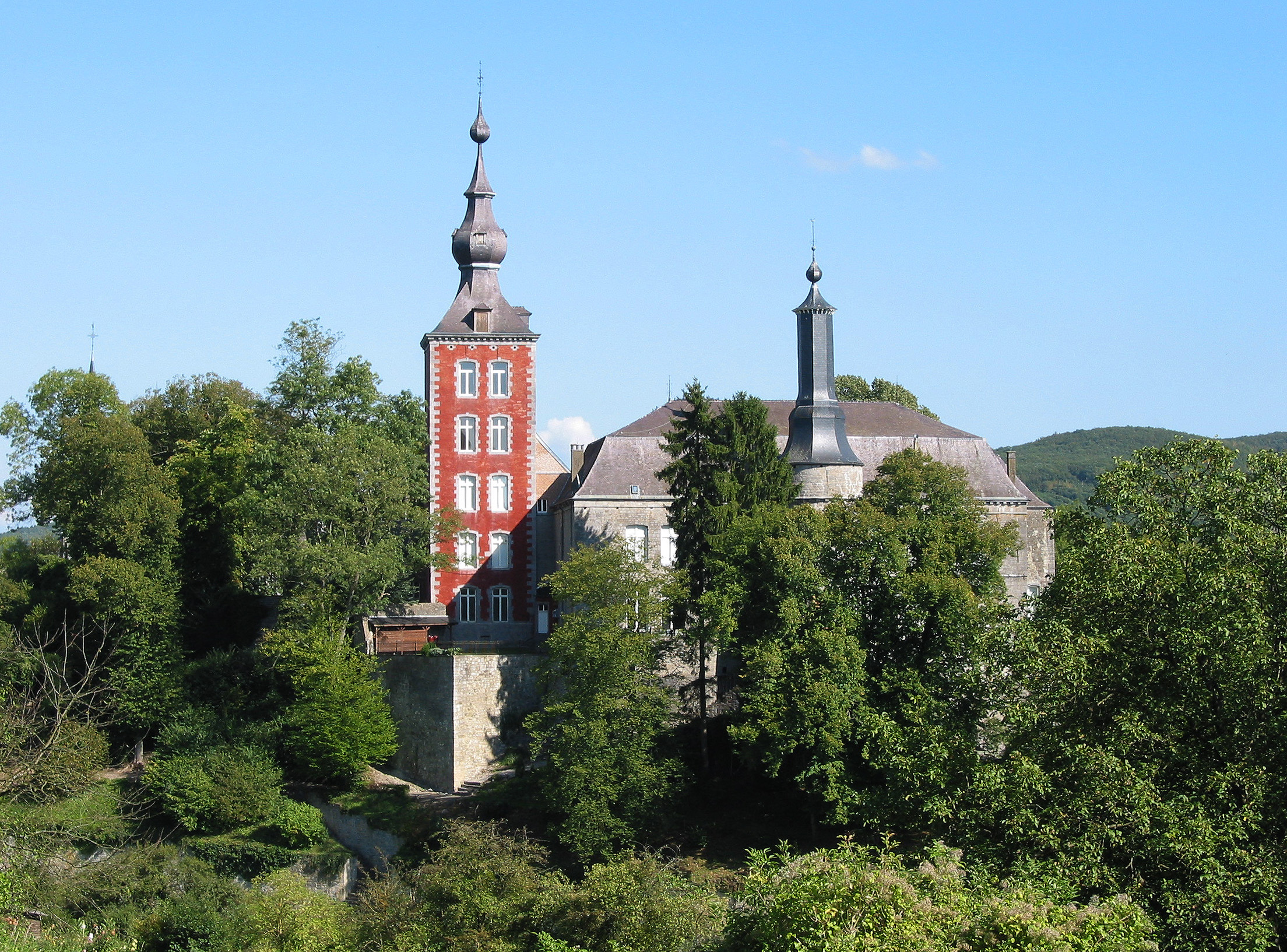
Le château de Vierves-sur-Viroin.
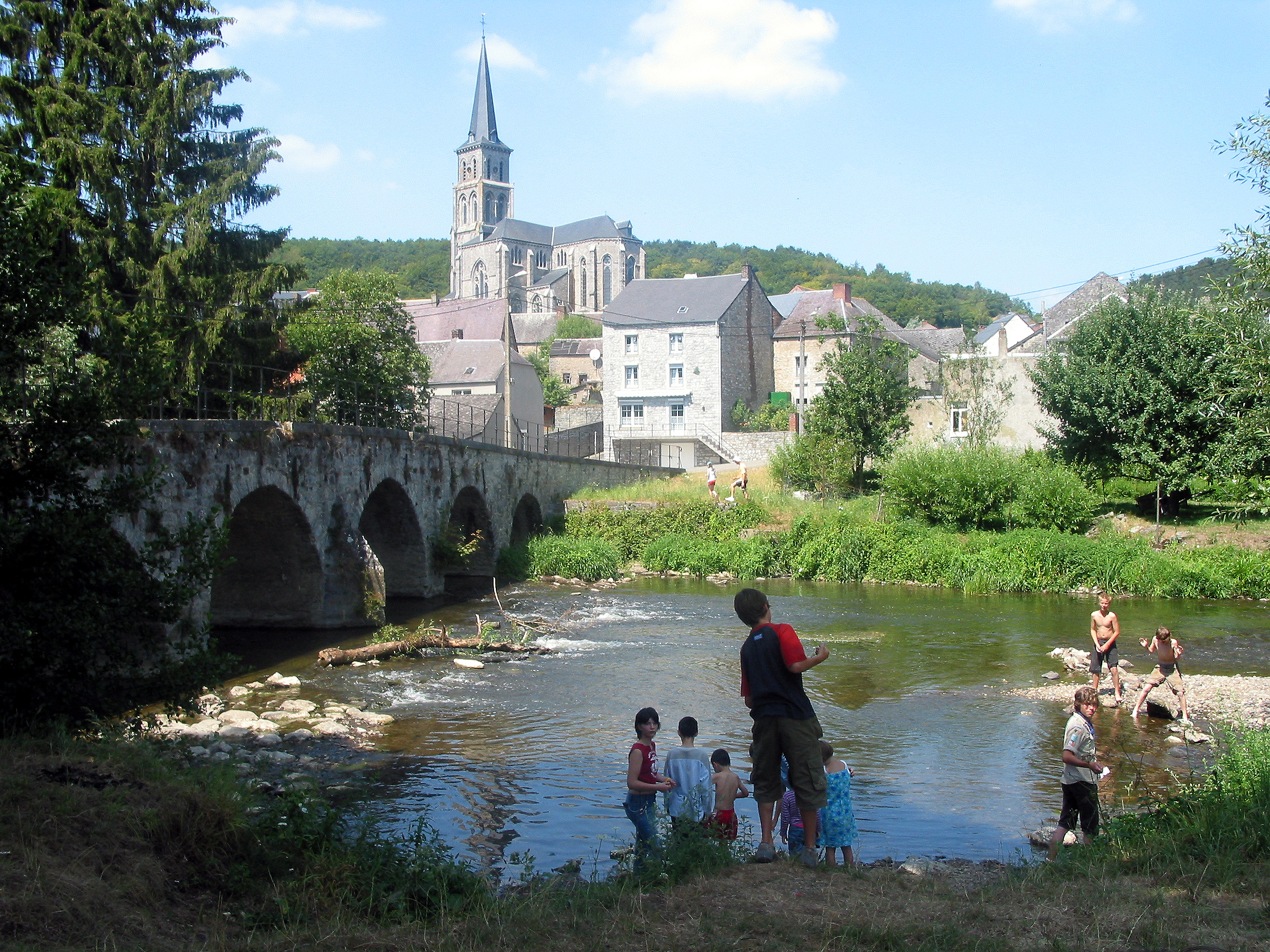
Treignes.

### Culture

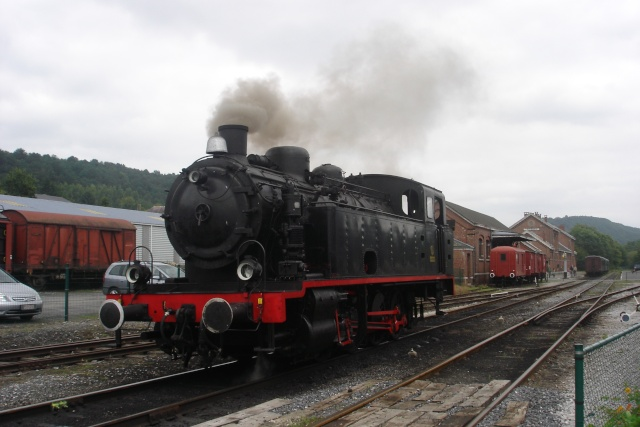
Musée de Treignes, Chemin de Fer à Vapeur des Trois Vallées.

#### Folklore
Les carnavals des villages de Vierves-sur-Viroin, d'Olloy-sur-Viroin et de Treignes sont repris en tant que carnavals de la vallée du Viroin parmi les chefs-d’œuvre du Patrimoine oral et immatériel de la Fédération Wallonie-Bruxelles. Ces festivités comprennent à la fois un carnaval et un grand feu.